# Koninklijke Vereniging van Archivarissen in Nederland
De Koninklijke Vereniging van Archivarissen in Nederland, sinds 2021 KVAN. Koninklijke Vereniging Archiefsector Nederland, is de Nederlandse beroepsorganisatie voor archivarissen en andere functionarissen werkzaam in het archiefwezen.

## Beschrijving
De KVAN heeft als doel de belangen van het Nederlands archiefwezen te behartigen en de deskundigheid van archivarissen te bevorderen. Daartoe organiseert de vereniging onder andere studiedagen, internationale uitwisselingen en buitenlandse oriëntatiereizen. Het publiceert tien maal per jaar het tijdschrift Archievenblad en eenmaal per jaar de Almanak van het Nederlands Archiefwezen.

## Geschiedenis
De KVAN werd op 17 juni 1891 opgericht in Haarlem als Vereeniging van Archivarissen in Nederland (VAN). Ter gelegenheid van het honderdjarig bestaan in 1991 verkreeg de vereniging het predicaat Koninklijk en ging het verder als KVAN.
Een mijlpaal was de publicatie van de Handleiding voor het ordenen en beschrijven van archieven in 1898, de basis voor het vakgebied en in diverse talen vertaald. Daarnaast speelde de KVAN een belangrijke rol in de totstandkoming van de Archiefwet in 1918, 1965 en 1995.
Op 1 januari 2021 is KVAN gefuseerd met de Branchevereniging voor Archiefinstellingen in Nederland (BRAIN).

## Voorzitters
- 1891-1892: Adriaan Justus Enschedé
- 1892-1893: Nicolaas de Roever
- 1893-1910: Samuel Muller Fz.
- 1910: Robert Fruin Th.Azn
- 1910-1913: Johan Adriaan Feith
- 1913-1920: Samuel Muller Fz.
- 1920-1932: Robert Fruin Th.Azn
- 1932-1936: Willem Moll
- 1936-1937: Toon Martens van Sevenhoven
- 1937-1946: H.P. Coster
- 1946-1950: Bert van 't Hoff
- 1950-1953: Willem Moll
- 1953-1961: Gerard Panhuysen
- 1961-1966: Wiebe Jannes Formsma
- 1966-1967: M.P. van Buijtenen
- 1967-1969: Ton Ribberink
- 1969-1972: R.A.D. (Ruud) Renting
- 1972-1976: Louis Pirenne
- 1976-1978: Bernard Woelderink
- 1978-1983: Coen Schimmelpenninck van der Oije
- 1983-1986: Eric Ketelaar
- 1986-1988: I.W.L.A. Caminada
- 1988-1992: Frank Keverling Buisman
- 1992-1994: Yvonne Bos-Rops
- 1994-1997: J.H.M. (Jos) Wieland
- 1997-2000: Chris Streefkerk
- 2000-2003: Jo Jamar
- 2003-2006: Charles Noordam
- 2006-2014: Fred van Kan
- 2014-2018: Hannie Kool-Blokland
- 2018-2022: Bert de Vries
- 2022-2023: Ellen van der Waerden
- 2023: Bert de Vries